# أفيليس هيرتادو
أفيليس هيرتادو (بالإسبانية: Avilés Hurtado)‏ هو لاعب كرة قدم كولومبي في مركز الوسط، ولد في 20 أبريل 1987 في Timbiquí ‏ في كولومبيا. شارك مع منتخب كولومبيا لكرة القدم. أما مع النوادي، فقد لعب مع أتلتيكو ناسيونال وأمريكا دي كالي ونادي باتشوكا ونادي تشياباس ونادي تيخوانا.

## وصلات خارجية
- أفيليس هيرتادو على موقع قاعدة بيانات كرة القدم.إي يو (الإنجليزية)
- أفيليس هيرتادو على موقع ناشيونال فوتبول تيمز (الإنجليزية)
- أفيليس هيرتادو على موقع Soccerway.com (الإنجليزية)